# Stenophylax kitagamii
Stenophylax kitagamii là một loài Trichoptera trong họ Limnephilidae. Chúng phân bố ở miền Cổ bắc.